# Batalla de Bakú
La batalla de Bakú (en àzeri, Bakı döyüşü; en rus, Битва за Баку; en turc, Bakü Muharebesi), lliurada entre el juny fins al setembre de 1918, va ser un enfrontament entre les forces de coalició otomana-àzeri liderades per Nuri Paşa i les forces soviètiques bolxevics (Daixnak de Bakú), més tard succeïdes per les forces britàniques-daixnaks-russos blancs liderades per Lionel Dunsterville.
Va ser una batalla decisiva de la campanya del Caucas, i el principi de la guerra armènia-àzeri.

## Antecedents
El 1917, el front rus del Caucas es va esfondrar després de l'abdicació del tsar Nicolau II de Rússia. El 9 de març de 1917, es va establir el Comitè Especial de Transcaucàsia (OZAKOM) per omplir el buit administratiu a les zones ocupades durant la guerra al front caucàsic del Govern Provisional Rus a la Transcaucàsia. Aquesta administració, que incloïa representants de grups armenis, àzeris i georgians, no va durar gaire.
El novembre de 1917, es va crear el primer govern de la Transcaucàsia independent a Tbilisi i es va nomenar el «Comissariat Transcaucasià» (també conegut com a «Sejm») després de la presa del poder bolxevic a Sant Petersburg. El 5 de desembre de 1917, aquest nou «Comitè transcaucasià» va donar suport a l'armistici d'Erzincan signat pels russos amb el comandament del 3r Exèrcit otomà.
Els soldats russos van abandonar el front i van tornar a les seves llars. Algunes tropes russes van deixar la campanya persa, contrària a les regles de l'armistici. El general Nikolai Baratov es va quedar a Hamadan, i a Kermansah es va quedar un coronel rus anomenat Lazar Bicherakhov amb 10.000 soldats. Ambdues forces van ser complementades per oficials d'enllaç britànics.

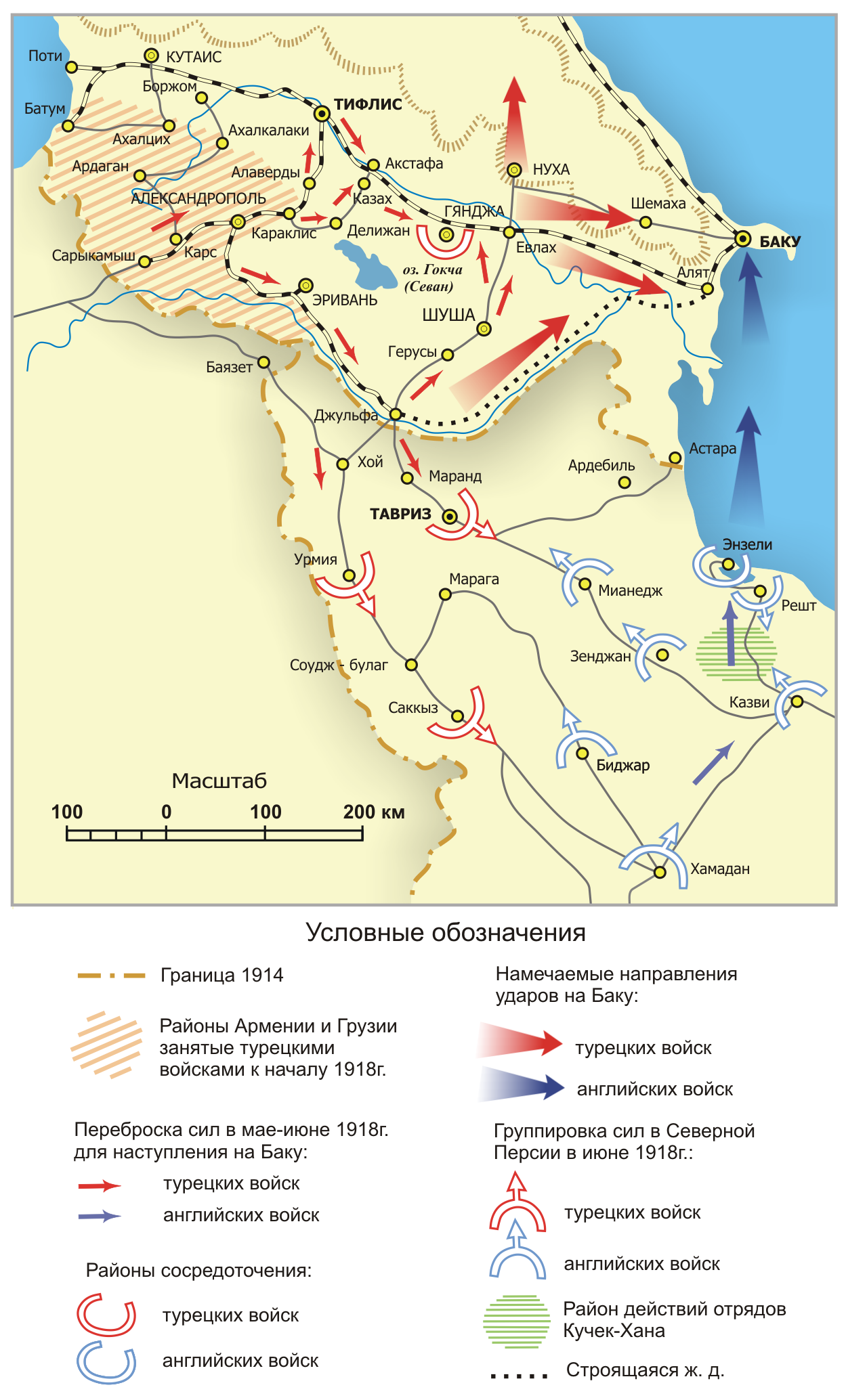
L'ofensiva otomana, 1918

El 1918, els britànics van convidar els armenis a mantenir i escollir oficials i oficials no comisionats per formar una força «assessora», i organitzant-los sota el comandament de Lionel Dunsterville a Bagdad. Aquesta força va ser anomenada «Dunsterforce». L'objectiu militar de la Dunsterforce era arribar al Caucas a través de Pèrsia mentre fos activa la campanya persa. Els britànics planejaven organitzar un exèrcit per reclutar armenis i altres elements pro-aliats que encara existien al Caucas.
El 10 de febrer de 1918, el Sejm es va reunir i va prendre la decisió d'establir la independència. El 24 de febrer de 1918, el Sejm va proclamar la Transcaucasia com a territori independent sota la República Democràtica Federal de Transcaucàsia (RDFT). El Comissariat de la Transcaucasia va ser antibolxevic en els seus objectius polítics i va buscar la separació de la Transcaucàsia de la Rússia bolxevic.
El 27 de gener de 1918, la missió britànica Dunsterforce va partir de Bagdad amb oficials i instructors cap a la regió. Es va ordenar a la Dunsterforce mantenir intacte el front del Caucas-Tabriz i posar fi als plans d'Enver Paşa. El 17 de febrer, la Dunsterforce va arribar a Enzeli; aquí els bolxevics locals els van negar el pas a Bakú i els van informar del canvis en la situació política.
El 3 de març de 1918, el gran visir Talat Paşa va signar el Tractat de Brest-Litovsk amb la República Socialista Federada Soviètica de Rússia (RSFSR). El Tractat de Brest-Litovsk estipulava que la frontera es retirés fins als límits d'abans de la guerra i que les ciutats de Batum, Kars i Ardahan fossin transferides a l'Imperi Otomà.
Entre el 14 de març i l'abril de 1918, es va celebrar la Conferència de pau de Trebissonda entre l'Imperi Otomà i la delegació del Sejm. El 30 de març de 1918, el desè dia de la conferència de pau de Trebissonda, van arribar les notícies del conflicte interètnic i la massacre dels àzaris i altres musulmans a Bakú i les zones adjacents de la governació de Bakú. Els dies següents va ser testimoni de la guerra interètnica coneguda com «els dies de març». El resultat va ser la massacre de fins a 12.000 àzeris pels bolxevics i els daixnaks armats a la ciutat de Bakú i altres llocs de la Governació de Bakú. Mentre que abans dels «dies de març» els líders àzeris només reclamaven l'autonomia a Rússia, després d'aquests esdeveniments van exigir la independència i van deixar les seves esperances ja no en la Revolució russa, sinó en suport de l'Imperi Otomà. El 5 d'abril de 1918, Akaki Chkhenkeli, de la delegació de Transcaucasia a la conferència de pau de Trebissonda, va acceptar el Tractat de Brest-Litovsk com a base per a més negociacions i va demanar als òrgans de govern que acceptessin aquesta posició urgentment. L'estat d'ànim prevalent a Tbilisi (on es trobava l'assemblea) era molt diferent; es va reconèixer l'existència d'un estat de guerra entre ells i l'Imperi Otomà.
Poc després, el 3r Exèrcit otomà va començar el seu avanç i va prendre Erzerum, Kars i Van. La situació va ser especialment greu al Caucas, on Enver Paşa havia volgut col·locar la Transcaucàsia sota la sobirania otomana com a part del seu pla turanista. Això donaria a les Potències Centrals nombrosos recursos naturals, inclosos els camps petrolífers de Bakú. El control de la mar Càspia obriria el camí a una major expansió cap a Àsia central, i possiblement fins a l'Índia britànica.
L'11 de maig de 1918, es va obrir una nova conferència de pau a Batum. En aquesta conferència, els otomans van ampliar les seves demandes per incloure Tbilissi així com Aleksandrópol i Vagharxapat a través dels quals volien construir un ferrocarril per connectar Kars i Julfa amb Bakú. Els membres de la delegació d'Armènia i Geòrgia van començar a aturar-se. A partir del 21 de maig, l'exèrcit otomà va avançar novament. El conflicte va conduir a la batalla de Sardarapat (del 21 fins al 29 de maig de 1918), la batalla de Kara Killisse (del 24 fins al 28 de maig) i la batalla de Bash Abaran (del 21 fins al 24 de maig).
El 26 de maig de 1918, la federació es va dissoldre inicialment amb la declaració d'independència de la República Democràtica de Geòrgia dels georgians, seguida ràpidament per les declaracions d'independència dels armenis (República Democràtica d'Armènia) i dels àzeris (República Democràtica d'Azerbaidjan) el 28 de maig. El 28 de maig de 1918, Geòrgia va signar el Tractat de Poti amb Alemanya i va acollir amb satisfacció l'Expedició alemanya al Caucas, on es van veure als alemanys com els protectors contra els estralls posteriors a la Revolució Russa i els avanços militars otomans. El govern d'Azerbaidjan es va traslladar de Tbilissi a Gandja. Al mateix temps, Alemanya va començar a negociar amb la Rússia soviètica i li va oferir aturar l'exèrcit islàmic del Caucas a canvi d'obtenir un accés garantit al petroli de Bakú. Van arribar a un acord el 27 d'agost, pel qual Alemanya rebria una quarta part de la producció de petroli de Bakú. El govern alemany va demanar que l'Imperi Otomà retardés qualsevol ofensiva cap a l'Azerbaidlan, però Enver Paşa va ignorar aquesta sol·licitud.
Al maig, al front persa, una missió militar sota el comandament de Nuri Paşa, germà d'Enver Paşa, es va establir a Tabriz per organitzar l'Exèrcit Islàmic del Caucas per combatre no només contra els armenis, sinó també els bolxevics. L'exèrcit de Nuri Paşa va ocupar grans parts de la República Democràtica d'Azerbaidjan sense trobar massa oposició, influint en la fràgil estructura del nou estat. La interferència otomana va portar alguns elements de la societat àzeri a oposar-se als otomans. El 4 de juny de 1918, Azerbaidjan i l'Imperi Otomà van signar un tractat d'amistat i cooperació, amb la clàusula 4 que deia que l'Imperi Otomà proporcionaria assistència militar a l'Azerbaidjan, si aquesta assistència era necessària per mantenir la pau i la seguretat al país.

## Preludi
L'exèrcit islàmic otomà del Caucas va estar sota el comandament de Nuri Paşa. Es va formar a Gandja. Incloïa la 5a Divisió del Caucas, la 15a Divisió otomana i el Cos musulmà àzeri, sota el comandament del general Ali-Agha Shikhlinski. Hi havia aproximadament 14.000 soldats d'infanteria otomans, 500 soldats de cavalleria i 40 peces d'artilleria. El 30% del recentment format exèrcit consistia en soldats otomans, la resta eren forces àzeris i voluntaris de Daguestan.
Les forces de Bakú van ser comandades per l'antic general tsarista Dokuchaev, amb el seu cap de l'Estat Major, el coronel armeni Avetisov. Sota el seu comandament van haver-hi uns 6.000 soldats de la Dictadura de la Càspia Central de l'Exèrcit de Bakú o dels Batallons de Bakú. La gran majoria de les tropes en aquesta força eren armenis, tot i que hi havia alguns russos entre ells. La seva artilleria estava formada per 40 canons de campanya. La majoria de les tropes soviètiques de Bakú i pràcticament tots els seus oficials eren daixnaks armenis. Un dels comandants de l'Exèrcit Roig va ser el famós Amazasp, que havia lluitat com un líder guerriller contra els otomans i que considerava a qualsevol musulmà com a enemic pel simple fet de ser musulmà.
La missió britànica, la Dunsterforce, estava encapçalada pel comandant general Lionel Dunsterville, que havia arribat a prendre el comandament de la força de la missió a Bagdad el 18 de gener de 1918. Ja s'havien reunit els primers membres de la força. Dunsterville va partir de Bagdad el 27 de gener de 1918, amb quatre NCO i batmen en 41 furgonetes i cotxes Ford. Les tropes de combat britàniques, sota el comandament de Dunsterville, eren aproximadament 1.000 soldats d'infanteria. Van ser recolzats per una bateria d'artilleria de campanya, una secció de metralladores, tres vehicles blindats i dos avions Martinsyde G.100. Anava a avançar a través de Pèrsia (va començar des de la Campanya Mesopotàmia a través de la Campanya Persa) fins al port de Bandar-e Anzali.

Les forces enfrontades
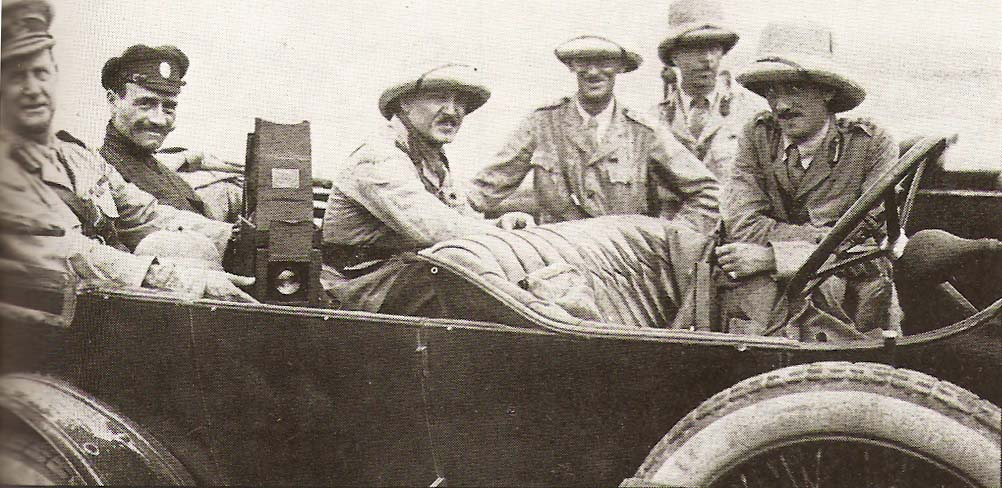
Dunsterville (el segon a l'esquerra) amb l'Estat Major de la Dunsterforce
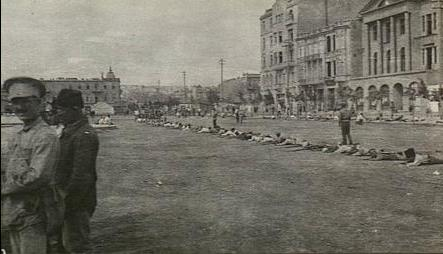
Membres de la Dunsterforce entrenant a tropes locals de l'exèrcit de Bakú
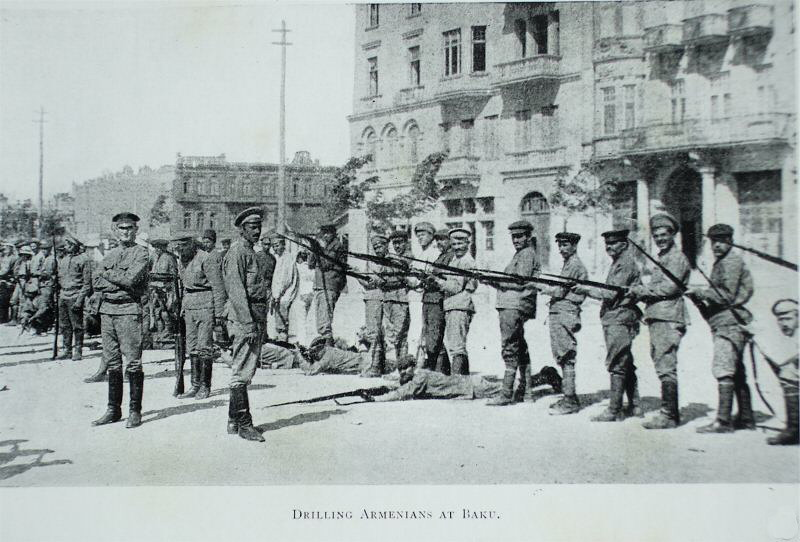
Unitats armènies entrenant a Bakú
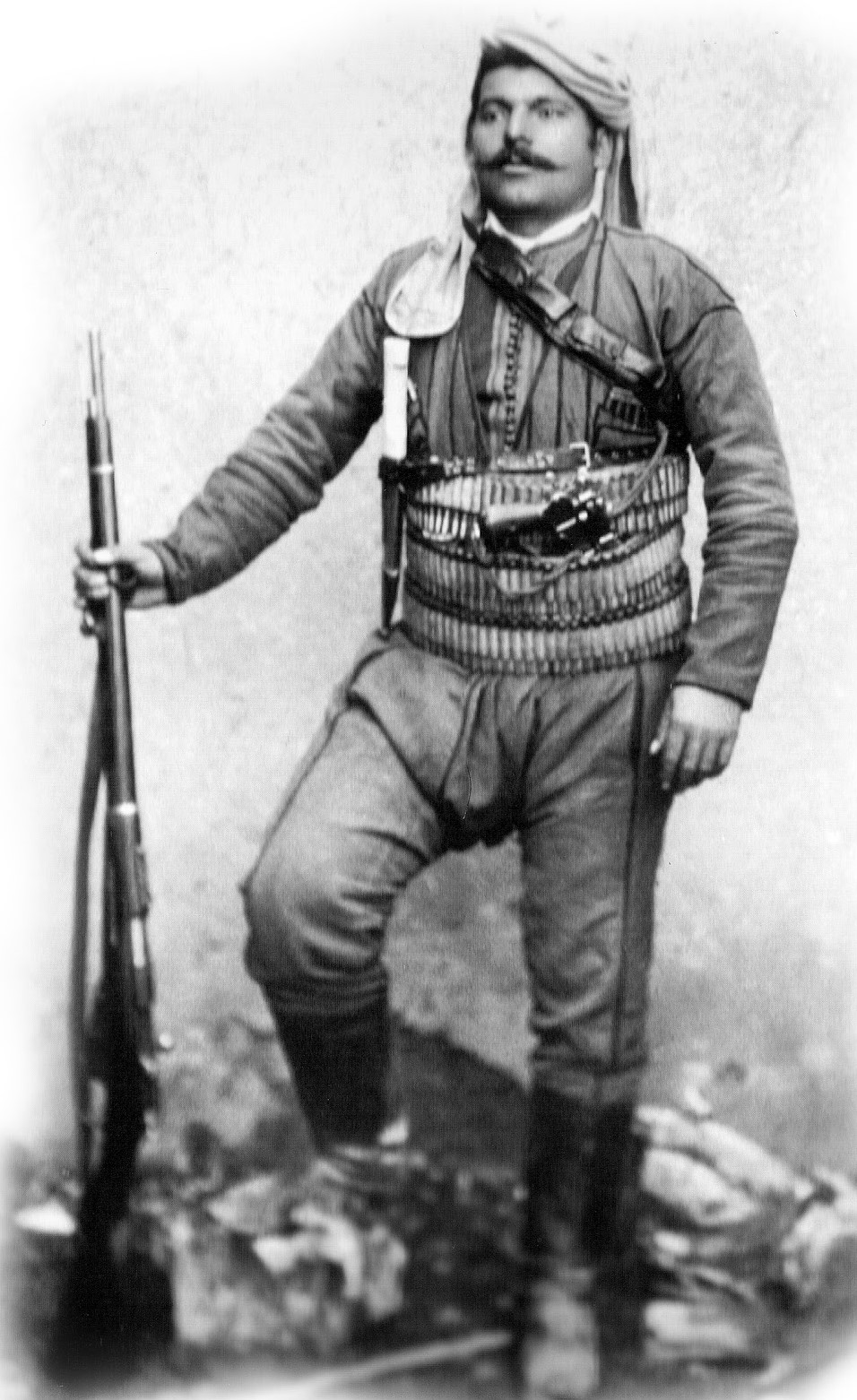
Murad de Sebastia va dirigir als seus voluntaris i va morir en la batalla de Bakú
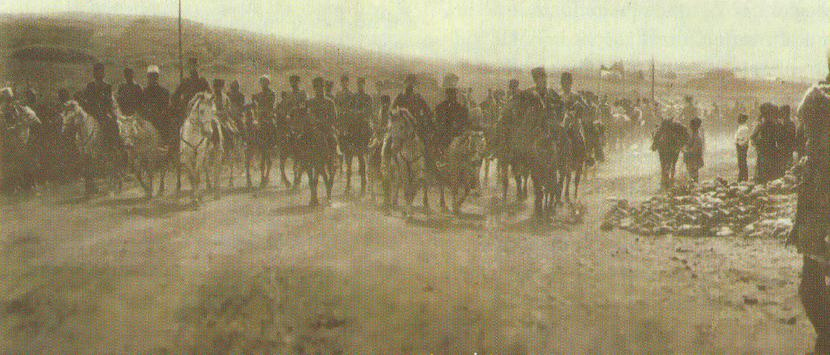
L'exèrcit islàmic otomà del Caucas passant a través de Qazakh

## Batalla

### Els afores de la ciutat de Bakú

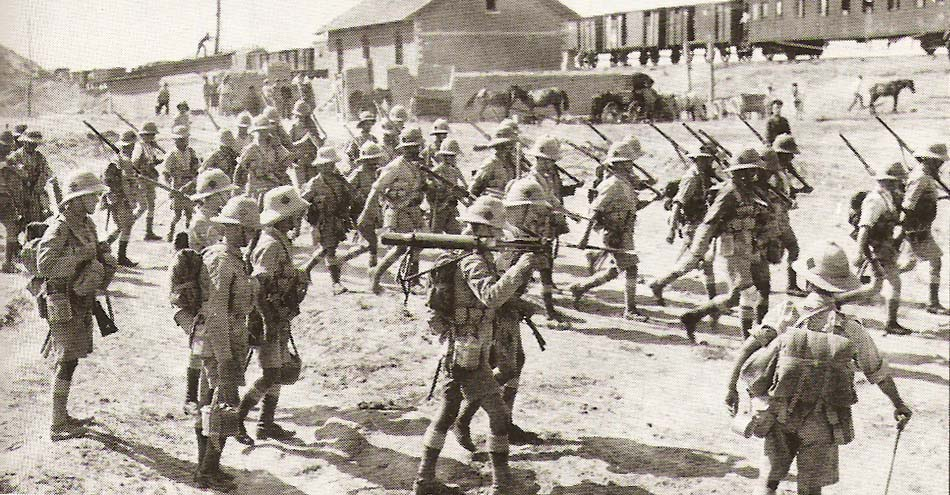
North Staffords, un contingent de la Dunsterforce, dirignit-se cap a Bakú

El 6 de juny de 1918, Grigory Korganov, Comissari Popular d'Afers Militars i Navals del Soviet de Bakú, va ordenar a l'Exèrcit Roig d'iniciar les operacions ofensives contra Gandja. No podien defensar la independència del país i el govern d'Azerbaidjan va demanar suport militar a l'Imperi Otomà d'acord amb la clàusula 4 del tractat entre els dos països. Les tropes soviètiques de Bakú van saquejar i van matar els musulmans mentre es dirigien cap a Gandja. No obstant això, moltes de les tropes que Shahumian van demanar a Moscou per a la protecció de Bakú no van arribar perquè van ser retingudes per ordre d'Iósssif Stalin a Volgograd. A més, segons les ordres de Stalin, els grans recol·lectats al nord del Caucas per alimentar a la gent famolenca de Bakú es van enviar cap a Volgograd. Shahumian va protestar contra Lenin i el Comitè Militar sobre el comportament de Stalin i va declarar sovint: «Stalin no ens ajudarà». La manca de tropes i de menjar va ser decisiva en el destí del Soviet de Bakú.

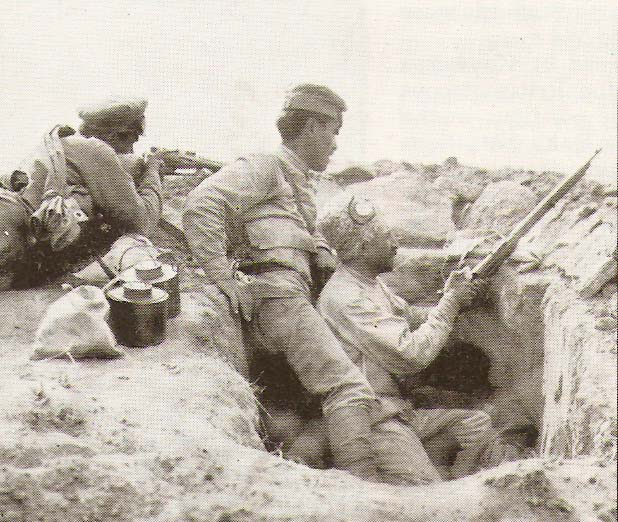
Tropes armènies en trinxeres

Entre el 27 de juny i l'1 de juliol de 1918, en la batalla a prop de Göyçay, l'exèrcit islàmic otomà del Caucas va derrotar l'Exèrcit Roig i va començar a avançar cap a Bakú. En aquest moment, a principis de juny, Bicherakhov estava a prop de Qazvín, intentant anar cap al nord. Després de derrotar a alguns jangalis, va procedir a comprovar la situació de Bakú. Tornant el 22 de juny, va planejar salvar la situació bloquejant l'exèrcit del Caucas a Alyaty Pristan. No obstant això, va arribar massa tard, i en canvi va anar més al nord fins a Derbent, planejant atacar l'exèrcit invasor del Caucas des del nord. Només va deixar un petit contingent cosac a Bakú. A més dels russos, els Jangalis també assetjaven elements del Dunsterforce que anaven cap a Anzali en el seu camí cap a Bakú. Un cop derrotats, els jangalis es van dispersar. En arribar a Anzali a la fi de juliol, Dunsterville també va arrestar als bolxevics locals que donaven suport als jangalis.
El 26 de juliol de 1918, un cop d'estat va enderrocar als bolxevics a Bakú. El nou govern, la Dictadura de la Càspia Central, volia arrestar a Stepan Shahumian, però ell i els seus 1.200 soldats de l'Exèrcit Roig van prendre l'arsenal local i 13 vaixells, i van començar a dirigir-se cap a Astracan. La flota de la Càspia, fidel al nou govern, els va atacar.
El 30 de juliol de 1918, les parts avançades de l'exèrcit islàmic del Caucas havien arribat a la rodalia de Bakú, i van provocar que Dunsterville enviés immediatament contingents de les seves tropes a Bakú, que van arribar el 16 d'agost.
El 17 d'agost de 1918, Dokuchaev va començar una ofensiva a Diga. Va planejar que 600 armenis, sota el comandamentndel coronel Stepanov, ataqués pel nord de Bakú. A més, seria reforçat per alguns Warwicks i North Staffords, per a ocupar temporalment Novxanı. En fer això, pretenien tancar el buit cap al mar i controlar una línia fortament defensable des d'un extrem a l'altre de la península d'Abşeron. Sense el suport de l'artilleria, l'atac va fracassar, ja que no es va avisar a l' «Inspector d'Artilleria». Com a conseqüència del fracàs, les restes de la força es van retirar cap a una línia al nord, a prop de Diga.

### La ciutat de Bakú
Mentre que Bakú i els seus voltants havien sigut el lloc dels enfrontaments des de juny i fins a mitjans d'agost, el terme «Batalla de Bakú» es refereix a les operacions del 26 d'agost fins al 14 de setembre.

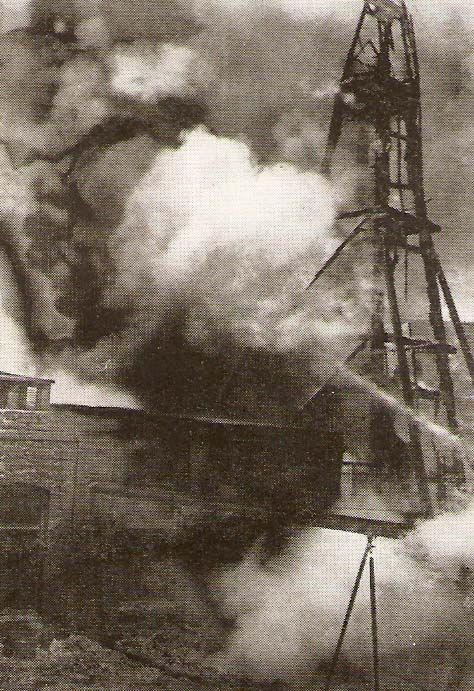
Els pous de petroli de Bakú van ser destruïts durant la batalla

El 26 d'agost, l'exèrcit islàmic otomà del Caucas va llançar el seu principal atac contra les posicions de la Porta del Llop (en àzeri: Qurd qapısı). Malgrat l'escassetat d'artilleria, les tropes britàniques i de Bakú van mantenir les posicions contra l'exèrcit del Caucas. Després de l'assalt principal, les forces otomanes també van atacar el turó Binəqədi, més al nord, però també van fracassar. Després d'aquests atacs, es van enviar reforços a l'estació de Biləcəri, des d'on tenien els turons cap al nord. No obstant això, davant l'augment del foc d'artilleria contra les forces otomanes, es van retirar fins a la línia del ferrocarril.
Durant el període comprès entre el 28 i el 29 d'agost, les forces otomanes van bombardejar fortament la ciutat i van atacar la posició del turó Binəqədi. 500 soldats otomans van ocupar el turó després d'una càrrega, però van ser rebutjats amb l'ajuda d'artilleria. No obstant això, les tropes britàniques, amb inferioritat de forces, es van veure obligades a retirar-se cap a posicions més al sud.

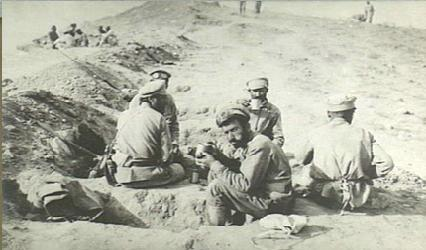
Poc abans de l'atac otomà: soldats russos i armenis prop de la línia de front.

Del 29 d'agost a l'1 de setembre, les forces otomanes van aconseguir capturar les posicions del turó Binəqədi i Diga. Diverses unitats de la coalició van ser derrotades, i les pèrdues van ser fortes. En aquest punt, les tropes dels Aliats es van retirar fins a la posició de l'altiplà que formava els turons que envoltaven Bakú. No obstant això, les pèrdues otomanes van ser tan grans que Mürsel Bey no va poder continuar la seva ofensiva immediatament. Això va donar a l'Exèrcit de Bakú un temps inestimable per a reorganitzar-se. Davant d'una situació cada vegada més empitjorant, Dunsterville va organitzar l'1 de setembre una trobada amb els dictadors de la Càspia Central. Els va dir que no estava disposat a arriscar més vides britàniques i va suggerir la seva retirada. No obstant això, els dictadors van protestar que lluitarien fins al final, i que els britànics només havien de retirar-se quan ho fes l'Exèrcit de Bakú. Dunsterville va decidir quedar-se fins que la situació es tornés insostenible. Mentrestant, Bicherakhov va capturar Makhatxkalà, que li va permetre enviar ajuda a Bakú. Els reforços de 600 homes de la seva força, inclosos els cosacs, van aixecar la moral.
De l'1 al 3 de setembre, les forces otomanes no van atacar. Durant aquest període, l'Exèrcit de Bakú es va preparar i va enviar constantment patrulles d'avió. En el seu diari, Dunsterville va informar de les atrocitats contra la població musulmana perpetrada pels militants armenis. El 12 de setembre, un oficial àrab de la 10a divisió otomana va desertar i va donar informació que suggeria que l'assalt principal es produiria el 14 de setembre.
La nit del 13 al 14 de setembre, les forces otomanes van començar els seus atacs. Les forces otomanes gairebé van ocupar la estratègica Porta del Llop, a l'oest de Bakú, d'on es podia veure tot el camp de batalla. No obstant això, el seu avanç es va aturar per un contraatac. Els combats van continuar durant la resta del dia, i la situació es va tornar sense remei. A la nit del 14 de setembre, les restes de l'Exèrcit de Bakú i de la Dunsterforce van evacuar la ciutat d'Anzali.
El 30 d'octubre, l'Imperi Otomà va signar l'Armistici de Mudros, i les forces otomanes van ser obligades a abandonar la ciutat.

### Les atrocitats

#### Els dies de març
El 9 de març de 1918, l'arrest del General Talyshinski, el comandant de la divisió d'Azerbaidjan i alguns dels seus oficials, tots els quals van arribar a Bakú, van augmentar els sentiments antisoviètics entre la població àzari de la ciutat. El 30 de març, a partir de l'informe infundat que la tripulació àzari (musulmana) de la nau Evelina estava armada i preparada per revoltar-se contra el Soviet, els soviètics van desarmar a la tripulació, que va intentar resistir. Els tres dies de la guerra interètnica, anomenada «els dies de març»van provocar la massacre de fins a 12.000 àzaris pels bolxevics i les unitats armades armènies a la ciutat de Bakú i altres llocs de la governació de Bakú. Els esdeveniments de març, més enllà del violent període de tres dies, van causar una sèrie de massacres a tot Azerbaidjan.

#### Els dies de setembre
El setembre del 1918, es va produir un terrible pànic a Bakú quan l'exèrcit islàmic otomà del Caucas va començar a entrar a la ciutat. Els armenis van omplir el port en un esforç aturat per escapar. Les tropes regulars otomanes no van poder entrar a la ciutat durant dos dies, de manera que els soldats reclutats localment podien massacrar als no-musulmans. Això va ser permès com a venjança per a la massacre d'àzeris al març de 1918. Va ser l'última gran massacre de la Primera Guerra Mundial.

## Conseqüències

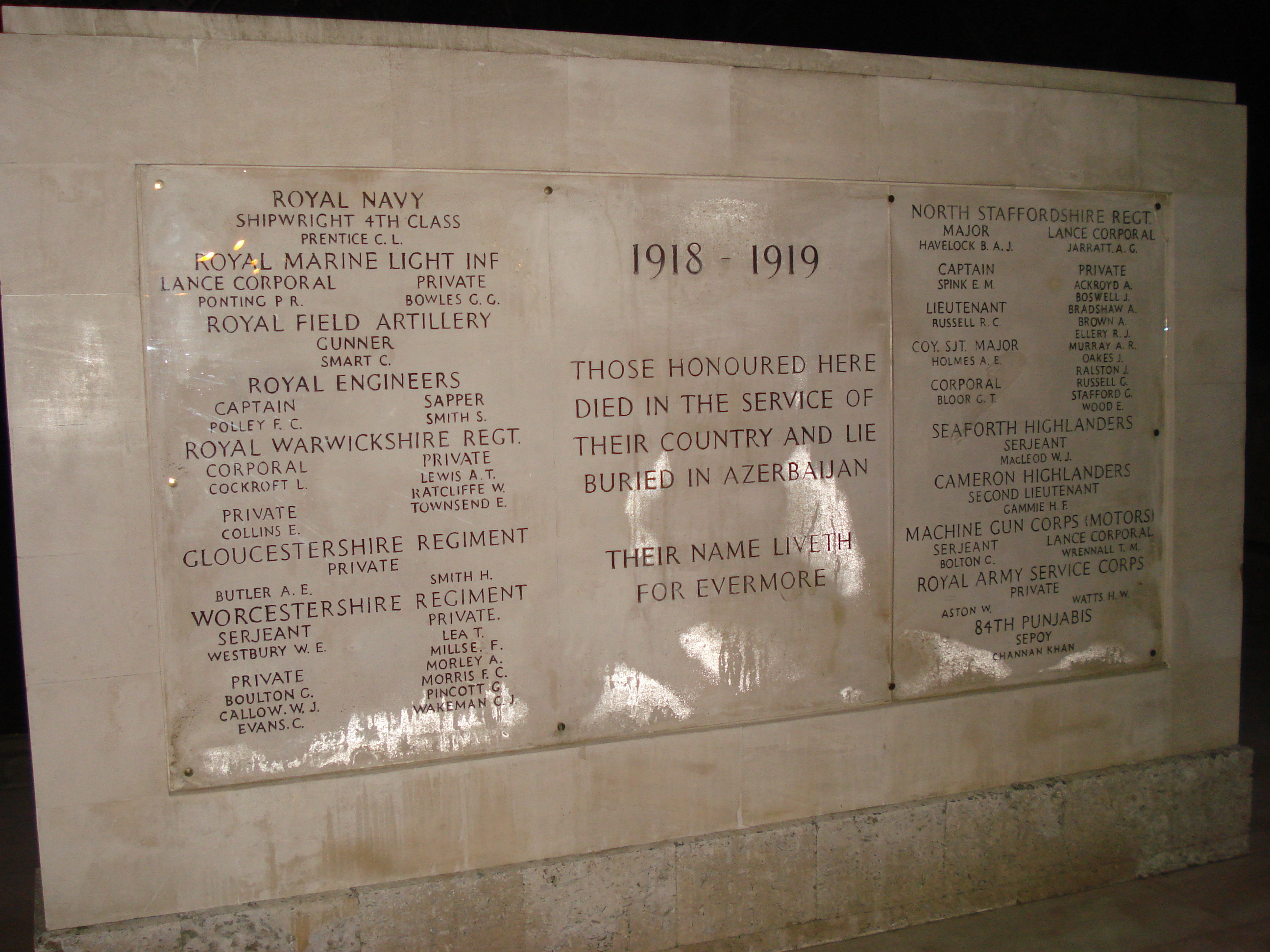
Momument pels soldats britànics morts a Bakú

Les pèrdues britàniques en la batalla van ser de 200 soldats i oficials morts, desapareguts o ferits. Mürsel Bey va admetre pèrdues otomanes d'uns 2.000 homes. Entre els civils, les víctimes de la comunitat armènia de 80.000 persones de Bakú van ser entre 9.000 i 10.000, aproximadament igual a la quantitat d'àzeris massacrats pels armenis i bolxevics durant els dies de març. En total, fins a 20.000 armenis van ser assassinats o deportats.
Finalment, la capital de l'Azerbaidjan es va traslladar de Gandja cap a Bakú. No obstant això, després de l'Armistici de Mudros del 30 d'octubre entre el Regne Unit i l'Imperi Otomà, les tropes otomanes van ser substituïdes per les forces de la Triple Entesa. Encapçalats pel general William M. Thomson, les tropes britàniques de 5.000 soldats, incloses les parts de la Dunsterforce, van arribar a Bakú el 17 de novembre, i va ser implementada la llei marcial a la capital de la República Democràtica d'Azerbaidjan fins que «el poder civil fos prou fort com per alliberar les forces la responsabilitat de mantenir l'ordre públic».
Tbilisi no va rebre res de petroli dels camps petroliers de Bakú abans que els otomans i els alemanys signessin l'armistici. El 16 de novembre, Nuri i Mürsel Bey van ser expulsats de Bakú i un general britànic va entrar a la ciutat, encapçalat per una de les naus que havia evacuat la nit del 14 de setembre.
Es va establir un monument a Bakú als soldats otomans que van morir en combat. També hi ha un monument als soldats britànics a Bakú.